# Гюисманс, Йос
Йозеф (Йос) Гюисманс (нидерл. Jos Huysmans 18 декабря 1941, Beerzel, Антверпен — 10 октября 2012, Beerzel, Фламандский регион) — бельгийский профессиональный шоссейный велогонщик в 1962-1977 годах. Победитель двух этапов на Тур де Франс (1968, 1972), однодневной классической велогонки Флеш Валонь (1969).

## Достижения
1962
2-й Тур де Льеж
1963
2-й Тур Бельгии (любители)
3-й Tour du Nord — Генеральная классификация
4-й Чемпионат мира — Групповая гонка (любители)
1964
1-й Tour du Nord — Генеральная классификация
1-й — Этап 4
3-й Схелдепрейс
3-й Четыре дня Дюнкерка — Генеральная классификация
1-й — Этап 5а
1965
2-й Тур Швейцарии — Генеральная классификация
1-й — Этап 1
3-й Тур Нидерландов — Генеральная классификация
3-й Схелдепрейс
4-й Омлоп Хет Ниувсблад
5-й Париж — Рубе
6-й Париж — Брюссель
9-й Париж — Тур
9-й Льеж — Бастонь — Льеж 
9-й Эшборн — Франкфурт
10-й Флеш Валонь
1966
1-й — Этап 1 Четыре дня Дюнкерка
2-й Тур Кёльна
3-й Гран-при Ефа Схеренса
3-й Тур Бельгии — Генеральная классификация
3-й Чемпионат Бельгии — Групповая гонка
5-й Париж — Рубе
8-й Париж — Тур
9-й Льеж — Бастонь — Льеж 
1967
1-й — Этап 2b (КГ) Тур Бельгии
2-й E3 Харелбеке
2-й Гран-при Фурми
4-й Тур Бельгии — Генеральная классификация
4-й Гент — Вевельгем
8-й Тур де Франс — Генеральная классификация
8-й Флеш Валонь
8-й Тур Лимбурга
1968
1-й — Этап 20 Тур де Франс
1-й Circuit Mandel-Lys-Escaut
1-й Tour du Condroz
1-й Чемпионат Фландрии
2-й E3 Харелбеке
3-й Flèche hesbignonne-Cras Avernas
3-й Tour du Nord
3-й Натионале Слёйтингспрейс
5-й Флеш Валонь
6-й Амстел Голд Рейс
6-й Эшборн — Франкфурт
8-й Elfstedenronde
1969
1-й Флеш Валонь
1-й Схал Селс
1-й — Этап 6а Критериум Дофине
2-й Амстел Голд Рейс
3-й Tour du Nord
4-й Брабантсе Пейл
9-й Чемпионат Бельгии — Групповая гонка
10-й Тур Бельгии — Генеральная классификация
1-й — Этап 2b (КГ)
1970
1-й — Этап 3а (КГ) Тур де Франс
10-й Схал Селс
1971
1-й — Пролог (КГ) Тур де Франс
1-й — Пролог (КГ) Критериум Дофине
4-й Гран-при Вилворде
6-й Эшборн — Франкфурт
7-й Омлоп Хет Ниувсблад
7-й Джиро ди Сардиния — Генеральная классификация
9-й Натионале Слёйтингспрейс
10-й Схелдепрейс
10-й Гран-при города Камайоре
1972
1-й — Этап 9 Тур де Франс
2-й Париж — Тур
4-й Tour du Condroz
9-й Гран-при Денена
1973
5-й Чемпионат Фландрии
1974
7-й Омлоп Хет Ниувсблад
10-й Чемпионат Фландрии
1975
1-й Чемпионат Фландрии
10-й Дрёйвенкурс Оверейсе
1976
6-й Дрёйвенкурс Оверейсе
6-й Де Кюстпейл
1977
2-й Гран-при Вилворде

## Статистика выступлений

### Гранд-туры
| Гранд-тур                 | 1966 | 1967 | 1968 | 1969 | 1970 | 1971 | 1972 | 1973 | 1974 | 1975 | 1976 | 1977 |
| ------------------------- | ---- | ---- | ---- | ---- | ---- | ---- | ---- | ---- | ---- | ---- | ---- | ---- |
| Джиро д’Италия            | 17   | —    | —    | —    | 36   | —    | 25   | 35   | 45   | —    | —    | —    |
| Тур де Франс              | 16   | 8    | 32   | НФ   | 30   | 27   | 28   | —    | 66   | 59   | —    | 48   |
| (c 2010 ) Вуэльта Испании | —    | —    | —    | —    | —    | —    | —    | 37   | —    | —    | —    | —    |

| —  | Не участвовал  |
| НФ | Не финишировал |